# アジアリーグアイスホッケー2023-2024
アジアリーグアイスホッケー2023-2024は、2023年9月16日から2024年4月6日まで実施されたアイスホッケーのリーグ戦である。

## できごと

### 5月
- 5月8日 - 2023-2024シーズンに開催概要およびスケジュールが発表された[1]。

### 6月
- 6月25日 - ひがし北海道クレインズを離脱した選手達などで結成された北海道ワイルズがアジアリーグアイスホッケーに加入申請を行なった[2]。

### 7月
- 7月17日 - ひがし北海道クレインズが出場資格停止となった[3]。
- 7月22日 - ひがし北海道クレインズの出場資格停止により開催概要およびスケジュールが改定された[4]。

### 9月
- 9月16日 - 開幕[5]。

### 11月
- 11月30日 - 出場資格が停止していたひがし北海道クレインズがアジアリーグアイスホッケーから脱退[6]。

## 開催要項
- リーグ戦 2023年9月16日-3月24日
- プレーオフ 2023年3月30日-4月6日
- リーグ戦試合方式
  - 5チーム8回戦総当たり(1チーム32試合)、1シーズン制の全80試合。ホーム・アンド・アウェー方式に準じて行う。
  - 正規の3ピリオド60分間で決着がつかなかった場合、3分間のカウントダウンの後、サドンデス方式による、オーバータイム5分間の3on3を行う。それでも決着がつかず引き分けとなった場合は、ペナルティショットシュートアウトで勝敗を決める。
  - プレーオフの場合は第3ピリオド終了時に同点の場合は16分間の休憩の後、製氷後に、サドンデス方式による20分間の5on5での延長戦を行う。20分間の延長戦を終えても決着がつかない場合は、決着がつくまでこれを繰り返し行う。
  - 順位は勝点制で、合計勝点の多い順とする。

1. 第3ピリオドまでの60分で勝利した場合は勝ち点3点
2. オーバータイムで勝利した場合は勝ち点2点
3. ペナルティショットシュートアウトで勝利した場合は勝ち点2点
4. ペナルティショットシュートアウトで敗戦した場合は勝ち点1点
5. オーバータイムで敗戦した場合は勝ち点1点
6. 第3ピリオドまでの60分で敗戦した場合は勝ち点0点
7. 双方のチームに責任のない不可抗力による試合中止の場合は、双方に勝点1.5点を与える。
8. 勝率が同率の場合の優先順位は以下で決定する
  1. 全試合の勝ち点からオーバータイム負け（で得た勝ち点）を除いた勝ち点の上位
  2. 全試合の勝ち点からオーバータイム負け及びペナルティショットシュートアウト負け（で得た勝ち点）を除いた勝ち点の上位
  3. 全試合の勝ち点からオーバータイム負け、ペナルティショットシュートアウト負け及びPペナルティショットシュートアウト勝ち（で得た勝ち点）を除いた勝ち点の上位
  4. 全試合の60分勝ちで得た勝ち点の上位
  5. 当該チーム間対戦で得た勝ち点の上位
  6. 当該チーム間の対戦でのオーバータイム負け（で得た勝ち点）を除いた勝ち点の上位
  7. 当該チーム間の対戦でのオーバータイム負け及びペナルティショットシュートアウト負け（で得た勝ち点）を除いた勝ち点の上位
  8. 当該チーム間の対戦でのオーバータイム負け、ペナルティショットシュートアウト負け及びペナルティショットシュートアウト勝ち（で得た勝ち点）を除いた勝ち点の上位
  9. 当該チーム間の対戦での60分勝ちで得た勝ち点の上位
  10. 当該チーム間対戦の総得点の上位
  11. 当該チーム間の得失点差の上位
  12. 全試合の総得点の上位
  13. 全試合の得失点差の上位
  14. 全試合のペナルティー時間合計の上位（少ないチーム）

- 1チームにつき3名まで外国人枠の登録を認める。
- 日本、韓国国籍保有選手は、リーグ加盟のいずれかのチームに登録する場合に、外国籍選手枠外での登録を認める。
- 1チームの登録上限は40名までとする。
- 追加登録締め切り2023年12月31日

## 出場チーム
以下の5チームである。
| チーム                     | 本拠地         |
| -------------------------- | -------------- |
| レッドイーグルス北海道     | 北海道苫小牧市 |
| 東北フリーブレイズ         | 青森県八戸市   |
| H.C.栃木日光アイスバックス | 栃木県日光市   |
| 横浜グリッツ               | 神奈川県横浜市 |
| HLアニャン                 | 京畿道安養市   |

## 表彰

### 最優秀選手
| 部門             | 受賞者         | 所属       |
| レギュラーリーグ | イ・チョンミン | HLアニャン |
| プレーオフ       | シン・サンウ   | HLアニャン |

### ベスト6
| 部門           | 受賞者                   | 所属                   |
| フォワード     | 高橋聖二                 | レッドイーグルス北海道 |
| フォワード     | アレクサンダー・ボイバン | 東北フリーブレイズ     |
| フォワード     | 中島彰吾                 | レッドイーグルス北海道 |
| ディフェンス   | 橋本僚                   | レッドイーグルス北海道 |
| ディフェンス   | ソン・ヒョンチョル       | HLアニャン             |
| ゴールキーパー | 成澤優太                 | レッドイーグルス北海道 |

### 個人タイトル
| 部門             | 受賞者         | チーム                 | 成績 |
| 最多得点         | 高橋聖二       | レッドイーグルス北海道 |      |
| 最多アシスト     | 橋本僚         | レッドイーグルス北海道 |      |
| 最多ポイント     | キム・サンウク | HLアニャン             |      |
| 最優秀セーブ率GK | 成澤優太       | レッドイーグルス北海道 |      |

### その他
| 部門               | 受賞者   | 所属               |
| ベストレフェリー賞 | 上田憲一 |                    |
| 新人賞             | 石田陸   | 東北フリーブレイズ |